# LibreOffice Calc
LibreOffice Calc là bảng tính thành phần của gói phần mềm LibreOffice.
Sau khi phân nhánh từ OpenOffice.org năm 2010, LibreOffice Calc đã trải qua một quá trình làm lại lớn về xử lý tham chiếu bên ngoài để sửa nhiều lỗi trong tính toán công thức liên quan đến tham chiếu bên ngoài và để tăng hiệu suất bộ nhớ đệm dữ liệu, đặc biệt khi tham chiếu đến phạm vi dữ liệu lớn.
Ngoài ra, Calc hiện hỗ trợ 1 triệu hàng trong bảng tính với các tham chiếu macro cho mỗi ô.
Calc có khả năng mở và lưu hầu hết các bảng tính ở định dạng file Microsoft Excel. Calc cũng có khả năng lưu bảng tính dưới dạng file PDF.
Như với toàn bộ bộ LibreOffice, Calc có sẵn cho nhiều nền tảng, bao gồm Linux, macOS, Microsoft Windows, và FreeBSD. Phân phối theo Mozilla Public License, Calc là một Phần mềm tự do nguồn mở.
Hiện đã có bản close beta của LibreOffice trên AmigaOS 4.1.

## Các tính năng
Khả năng của Calc bao gồm:
- Khả năng đọc/ghi OpenDocument (ODF), Excel (XLS), CSV,[11] và một số định dạng khác.[12][13]
- Hỗ trợ nhiều chức năng, bao gồm cả những chức năng dành cho số ảo, cũng như các chức năng tài chính và thống kê.[14][15]
- Hỗ trợ 1 triệu hàng trong bảng tính, làm cho bảng tính LibreOffice phù hợp hơn với các bảng tính khoa học hoặc tài chính nặng hơn.[16] Tuy nhiên, số lượng cột bị hạn chế tối đa là 1024, thấp hơn nhiều so với giới hạn 16384 của Excel.[17]
- Cho đến nay, các hàm mới như hàm IFS, Switch TEXT JOIN, MAXIFS, MINIFS, v.v. chỉ có sẵn trong Excel 2016 trở lên. LibreOffice Calc có thể sử dụng chúng.

Trong cấu trúc dữ liệu nội bộ của nó, Calc cho đến phiên bản 4.1 dựa trên các ô làm lớp cơ sở xuyên suốt, điều này bị cho là do "sử dụng bộ nhớ quá nhiều, tính toán chậm và mã khó". Phiên bản 4.2 (phát hành vào tháng 1 năm 2014) giải quyết những vấn đề này bằng cách lưu trữ dữ liệu trong các mảng nếu có thể.

### Pivot Table
Ban đầu được gọi là DataPilot, Pivot Table cung cấp chức năng tương tự như Pivot table trong Microsoft Excel. Nó được sử dụng để bố trí bảng tương tác và phân tích dữ liệu động.
Pivot tablecó hỗ trợ cho số lượng trường không giới hạn. Trước đây Pivot Table chỉ hỗ trợ tối đa 8 trường cột/hàng/dữ liệu và tối đa 10 trường trang.
Một macro sắp xếp nâng cao được bao gồm cho phép dữ liệu được sắp xếp hoặc phân loại dựa trên macro do người dùng tạo hoặc một trong số các macro được bao gồm mặc định.

## Lịch sử phát hành
Calc đã tiếp tục tách biệt kể từ khi fork từ OpenOffice với các tính năng mới được thêm vào và diễn ra quá trình dọn dẹp mã.

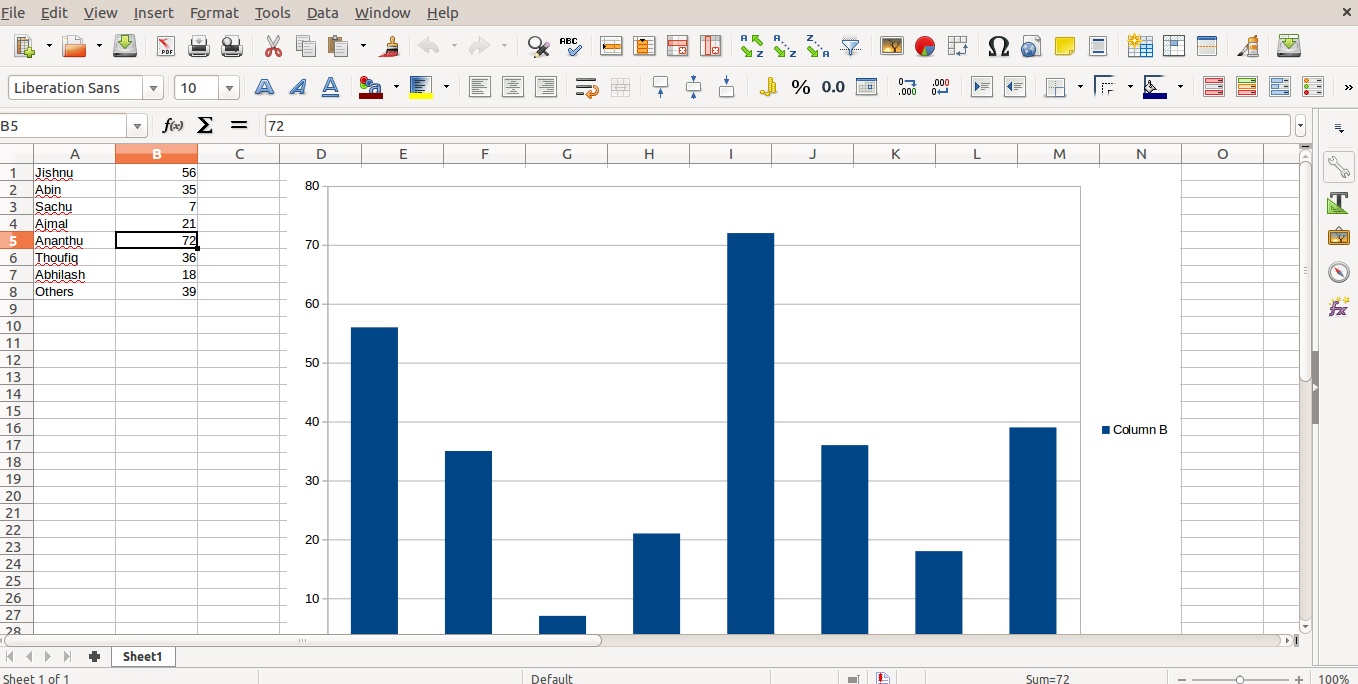
Ảnh chụp Libre Office Calc trên Linux (Ubuntu)

Các phiên bản cho LibreOffice Calc bao gồm:
| Năm phát hành | Phiên bản | Ghi chú |
| ------------- | --------- | --- |
| 2011-06-16    | 3.3.3     | - Các ràng buộc khóa mặc định quen thuộc hơn. - Biểu tượng thanh công cụ để chuyển đổi lưới trang tính trong Calc tương tự như Excel. - Cải thiện khả năng tương tác của Excel. - Các tài liệu được vẽ bằng api UNO có thể được chèn vào Calc. - Các tùy chọn mới để nhập CSV (Comma-Separated Value) trong Calc, cho phép nhập các tệp được phân tách tùy chỉnh phổ biến trong các tình huống kỹ thuật. - Hỗ trợ 3 cú pháp công thức khác nhau: Calc A1, Excel A1 và Excel R1C1. - 1 triệu hàng trong bảng tính bằng Calc, làm cho Calc phù hợp hơn với các bảng tính khoa học hoặc tài chính nặng hơn. |
| 2011-06-03    | 3.4.0     | - Làm lại lớp bản vẽ, để cải thiện độ chính xác khi định vị lại và định cỡ lại các đối tượng bản vẽ.. - Hỗ trợ không giới hạn số lượng trường: Trước đây DataPilot chỉ hỗ trợ tối đa 8 trường cột/hàng/dữ liệu và tối đa 10 trường trang. 3.4 đã dỡ bỏ hạn chế này để cho phép số lượng trường không giới hạn trong mỗi loại trường. - Trước đây, Calc chỉ hỗ trợ các phạm vi được đặt tên trong phạm vi toàn cầu, nghĩa là, tất cả các phạm vi được đặt tên đều có sẵn cho toàn bộ tài liệu bất kể trang tính hiện tại là gì. Trong 3.4 Calc hiện hỗ trợ các phạm vi được đặt tên là cục bộ cho một trang tính. Hộp thoại phạm vi được đặt tên (Chèn-> Tên-> Xác định) đã được sửa đổi để phản ánh thay đổi này. - Bây giờ bảo tồn các liên kết OLE đến các tài liệu Excel khác khi nhập tài liệu Excel. Các liên kết OLE được chuyển đổi thành các tham chiếu bên ngoài khi nhập. * Trước đây, Calc đã bỏ qua các liên kết OLE và các ô chứa liên kết OLE dẫn đến lỗi khi nhập. - Nhiều tổng phụ trên một trang tính: Giờ đây có thể xác định nhiều hơn một phạm vi tổng phụ trong một trang tính thông qua Dữ liệu-> Tổng phụ. Trước đây, việc thiết lập phạm vi tổng phụ thứ hai đã xóa phạm vi đầu tiên nếu chúng nằm trên cùng một trang tính. |
| 2012-02-15    | 3.5.0     | - Hỗ trợ lên đến 10,000 sheets - một khu vực đầu vào nhiều dòng mới - các chức năng Calc mới phù hợp với đặc tả kỹ thuật ODF OpenFormula - hiệu suất tốt hơn khi nhập tệp từ các bộ văn phòng khác - nhiều lựa chọn trong bộ lọc tự động - số lượng quy tắc không giới hạn cho định dạng có điều kiện |
| 2012-08-08    | 3.6.0     | - Hỗ trợ OOXML và ODF1.2 được cải thiện - Nhập tệp CSV được cải thiện - Đã thêm tùy chọn "Lưu công thức ô thay vì giá trị được tính toán" vào xuất CSV - Các chức năng bảng tính mới - Cải thiện GUI - Xóa giới hạn đối với 3 mục sắp xếp trong calc - Cải thiện hiệu suất |
| 2013-02-07    | 4.0.0     | - Cải thiện hiệu suất - Increased size limit on (uncompressed) ODF documents - Easier XML import - Improved conditional formats - initial support for the file format of gnumeric - New spreadsheet functions |
| 2013-07-25    | 4.1.0     | - Embedding fonts in a Calc spreadsheet - Add a Stepped Lines line type to Line and XY (Scatter) graphs - Count the number of selected cells - Import large HTML documents with more than 64k table cells - New spreadsheet functions - Improved hyphenation |
| 2014-01-30    | 4.2.0     | - New spreadsheet functions - Random number generation (non-dynamic) - Statistics toolkit - Other features: Redesign of data structures and Calc core to use OpenCL, threading and dynamic data storage |
| 2014-07-30    | 4.3.0     | - Smarter highlighting of cell in formula - Number of selected rows and columns shown in the status bar - Allow starting of cell edit with the content of the cell above it as its initial content. - User selectable text conversion models. - Pivot Table layout improvement. - Add 34 new spreadsheet functions. - Enable CoinMP solver for additional options to previously enabled LpSolve. - Added three Statistics Wizard options. - Additional functionality to random number generator. |
| 2015-01-29    | 4.4.0     | - Added three Statistics Wizard options. - Add direct conversion of formulas to static values. - Add one new spreadsheet function. - Toolbar improvements - Add sheet context menu. |
| 2015-08-05    | 5.0.0     | - Added optional ability to repeat pivot table item labels. - Added additional conditional formatting options. - Improvements to XLSX import and export. - Additional engineering notation options - Improvements to table structured references. - New spreadsheet functions and improvements to function import and export. - Added capabilities in references of entire column/row (A:A / 1:1). - Added ability to crop, change, and save an image. - Toolbar improvements. |